# Хельсинборг-Арена
«Хельсинборг-Арена» (швед. Helsingborg Arena) — универсальная арена в Хельсингборге, Швеция, в основном используется для игры в гандбол и флорбол.

## История
Планы на строительство новой арены возникли в 2005 году. Ее проект разработала консалтинговая компания Sweco. Открытие арены состоялось 30 ноября 2012 года. Финансирование осуществлялось Фондом Генри и Герды Дункер, созданным известным предпринимателем и филантропом Генри Дункером (1870—1962). Арена обошлась в 411,5 млн шведских крон.
Хельсингборг Арена имеет площадь 21 000 квадратных метров, и три спортивных зала: Арена А (4 700 зрителей), Арена B (300 зрителей), Арена C (300 зрителей), размеры каждой арены 40×20 метров. На концертах вместимость увеличивается до 5 500 зрителей.
На арене проходили матчи чемпионата Европы по гандболу среди женщин 2016.

## Галерея

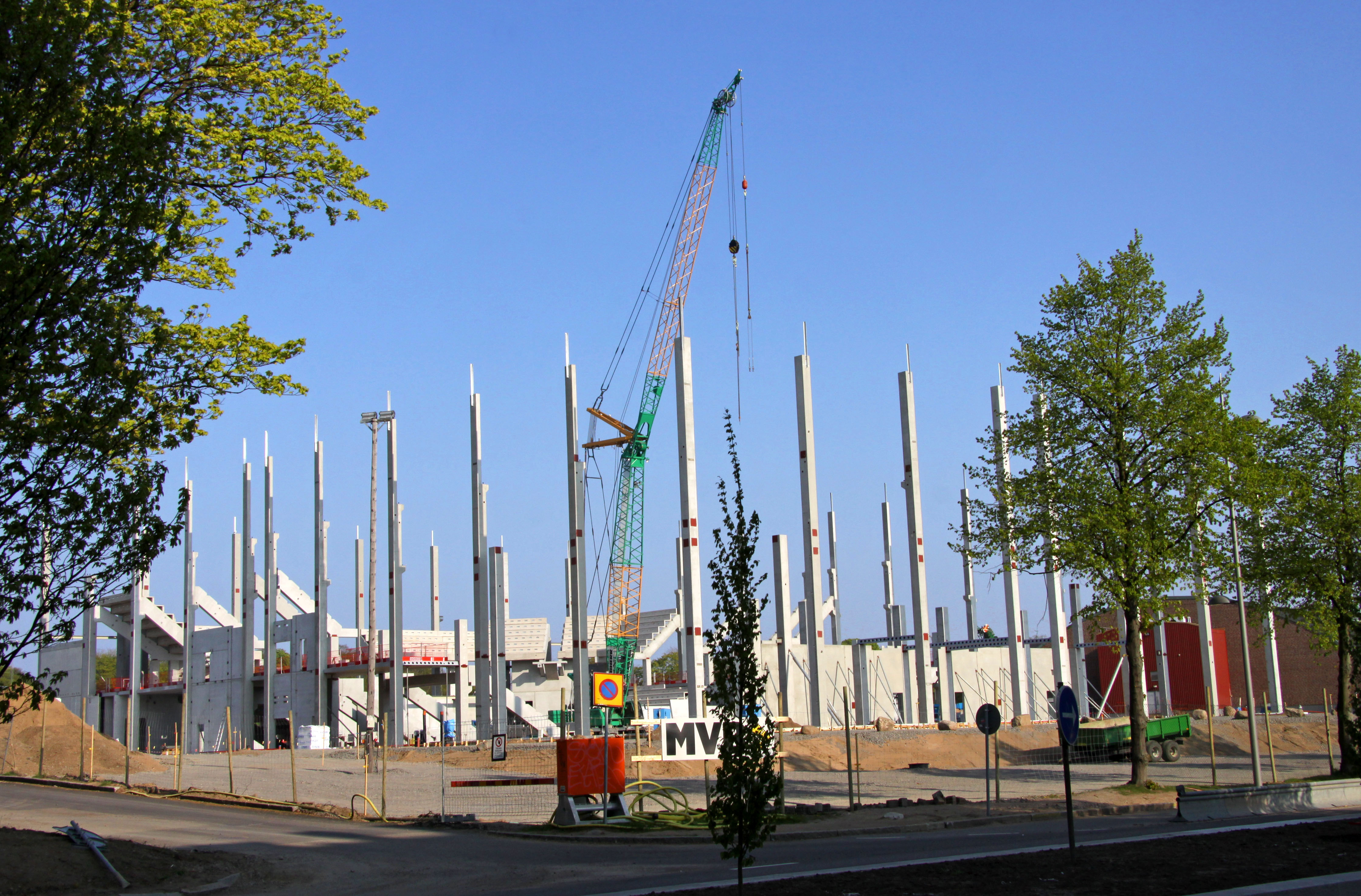
Строительная площадка в мае 2011 года.
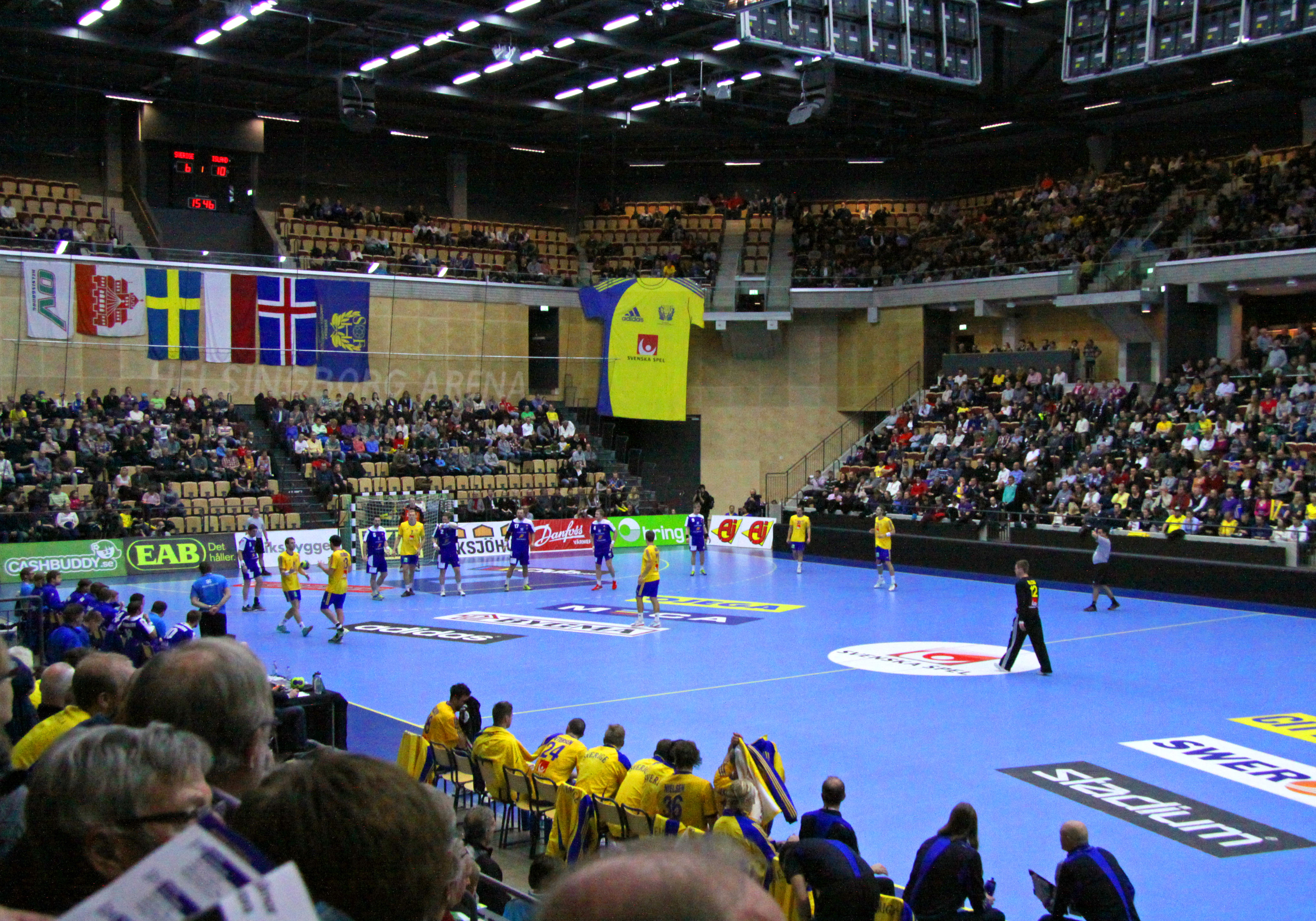
Матч по гандболу между Швецией и Исландией, 8 января 2013 года.
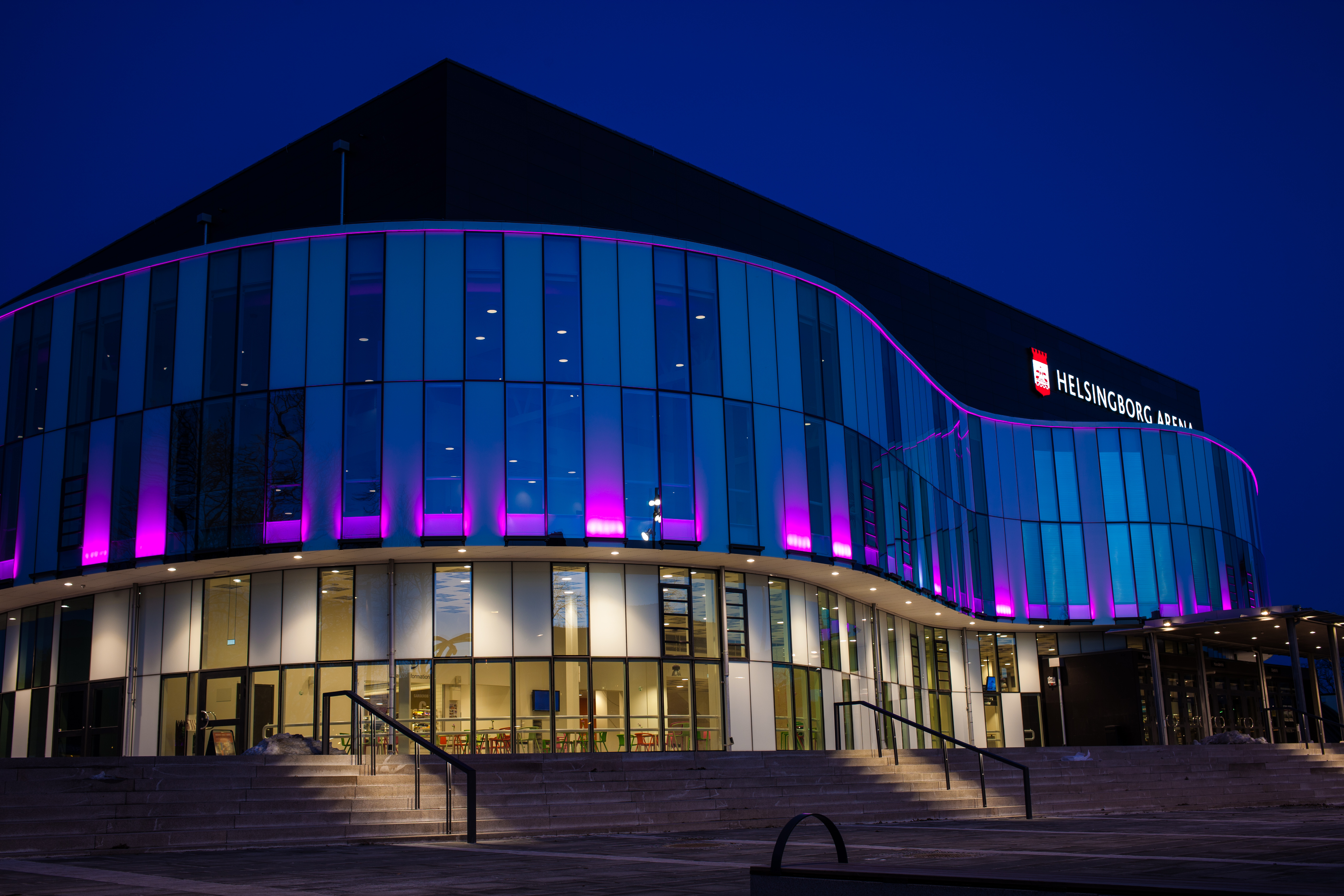
Арена в марте 2013 года.
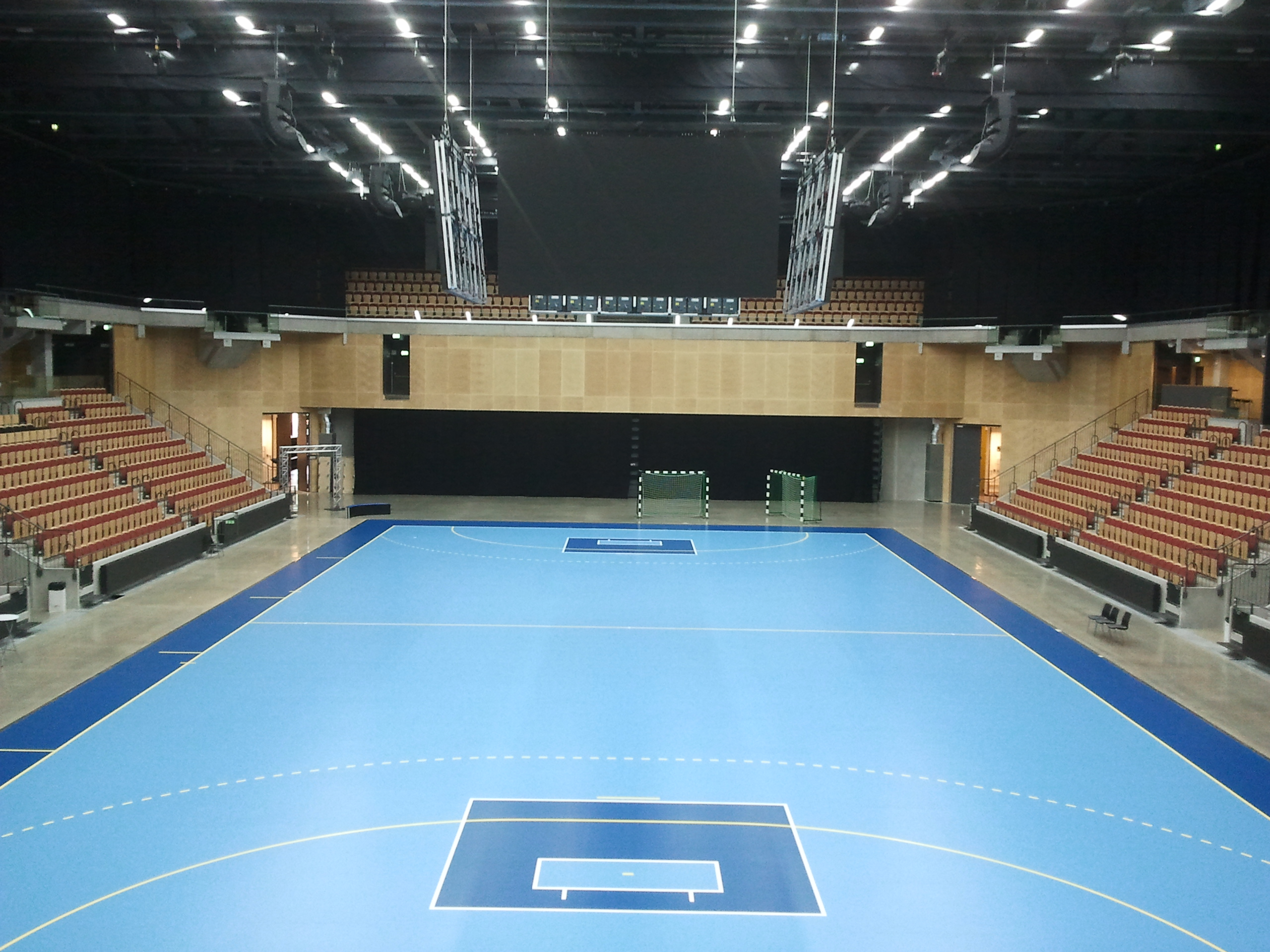
Арена А (май 2013)
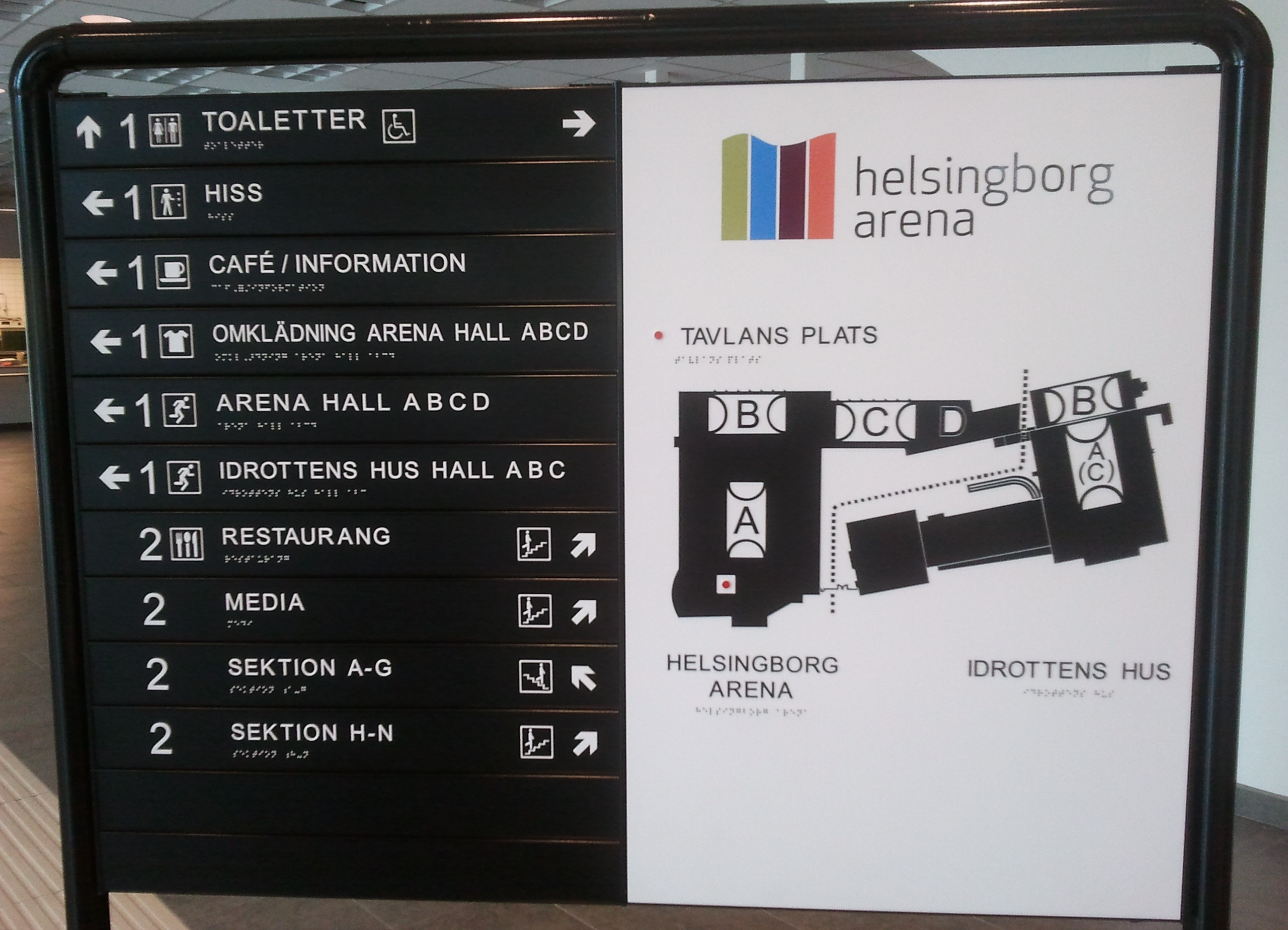
Информационный стенд (май 2013)